# Vurvejaure
Vurvejaure är en sjö i Kiruna kommun i Lappland och ingår i Torneälvens huvudavrinningsområde. Sjön har en area på 0,149 kvadratkilometer och ligger 717,2 meter över havet. Vurvejaure ligger i Torne och Kalix älvsystem Natura 2000-område. Sjön avvattnas av vattendraget Vurvejåkkå.

## Delavrinningsområde
Vurvejaure ingår i det delavrinningsområde (764786-169900) som SMHI kallar för Mynnar i Rauskasjoki. Medelhöjden är 750 meter över havet och ytan är 10,64 kvadratkilometer. Det finns inga avrinningsområden uppströms utan avrinningsområdet är högsta punkten. Vurvejåkkå som avvattnar avrinningsområdet har biflödesordning 4, vilket innebär att vattnet flödar genom totalt 4 vattendrag innan det når havet efter 547 kilometer. Avrinningsområdet består mestadels av kalfjäll (97 procent). Avrinningsområdet har 0,27 kvadratkilometer vattenytor vilket ger det en sjöprocent på 2,5 procent.